# Eldorado (Wisconsin)
Elderon es un pueblo ubicado en el condado de Marathon en el estado estadounidense de Wisconsin. En el Censo de 2010 tenía una población de 606 habitantes y una densidad poblacional de 6,7 personas por km².

## Geografía
Elderon se encuentra ubicado en las coordenadas 44°49′38″N 89°19′1″O / 44.82722, -89.31694. Según la Oficina del Censo de los Estados Unidos, Elderon tiene una superficie total de 90.41 km², de la cual 89.51 km² corresponden a tierra firme y (1%) 0.91 km² es agua.

## Demografía
Según el censo de 2010, había 606 personas residiendo en Elderon. La densidad de población era de 6,7 hab./km². De los 606 habitantes, Elderon estaba compuesto por el 96.7% blancos, el 0% eran afroamericanos, el 1.32% eran amerindios, el 0% eran asiáticos, el 0% eran isleños del Pacífico, el 1.49% eran de otras razas y el 0.5% pertenecían a dos o más razas. Del total de la población el 1.98% eran hispanos o latinos de cualquier raza.